# 释隆莲
释隆莲（1909年—2006年11月9日），俗名游永康，又名德纯，女，四川乐山人，中国佛教比丘尼，曾任中国佛教协会副会长，第六、七届全国政协委员。